# Dianthus rupicola
Dianthus rupicola là loài thực vật có hoa thuộc họ Cẩm chướng. Loài này được Biv. mô tả khoa học đầu tiên năm 1806.